# カーヤ・ログリ
カーヤ・ログリ（Kaja Rogulj、1986年6月15日 - ）はユーゴスラビア・スプリト出身のサッカー選手。ポジションはDF。

## 経歴
クロアチア1部のハイドゥク・スプリトの育成部門を卒業後、クロアチア2部やボスニア・ヘルツェゴビナ1部のクラブでプレー。
2008年にクロアチア1部のNKスラヴェン・ベルポに移籍。主力センターバックとして定着し、リーグ戦76試合に出場し4得点を記録した。
2011年から2014年までオーストリア・ブンデスリーガのFKアウストリア・ウィーンでプレー。リーグ戦52試合に出場し3得点1アシストを記録。2012－13年シーズンにリーグでの優勝を果たしたチームの一員であった。
2014年から2017年6月まではスイス・スーパーリーグ1部に属するFCルツェルンに在籍。2017年の2月から6月まではスイス2部のFC Le Mont-sur-Lausanneにレンタル移籍した。
2017年10月30日にヴィリニュスに属するFKジャルギリスと2か月間のみの契約を結んだ。
2018-19年シーズン終了後に現役引退を発表した。

## タイトル

### クラブ
FKアウストリア・ウィーン
- オーストリア・ブンデスリーガ 優勝（1回）：2012-13
- オーストリア・カップ 準優勝（1回）：2012-13